# Guerinia nana
Guerinia nana là một loài ruồi trong họ Tachinidae.